# بنيز (بنستان)
بنیز (بالفارسية: بنیز) هي قرية تقع في إيران في قسم بنستان الريفي. يقدر عدد سكانها بـ 125 نسمة بحسب إحصاء 2016.